# 威廉二世 (拿騷-迪倫堡)
威廉二世（荷蘭語：Willem II，1670年8月28日—1724年9月21日），拿騷-迪倫堡親王，海因里希的次子。

## 家庭
1699年，威廉二世與什勒斯維希-霍爾斯坦-森訥堡-普倫-諾爾堡公爵奧古斯特的女兒約翰娜·多蘿西亞（Johanna Dorothea）結婚，兩人共有1子1女：
1. 亨德里克·奧古斯特·威廉（1700年—1718年），早逝
2. 伊莉莎白·夏洛特（1703年—1720年），早逝